# Chalcis pilicauda
Chalcis pilicauda är en stekelart som först beskrevs av Cameron 1909.  Chalcis pilicauda ingår i släktet Chalcis och familjen bredlårsteklar. Inga underarter finns listade i Catalogue of Life.